# James R. Partridge
James Rudolph Partridge (* 26. Oktober 1823 in Baltimore, Maryland; † 24. Februar 1884 in Alicante, Spanien) war ein US-amerikanischer Politiker und Diplomat.

## Leben
James Partridge war der Sohn des erfolgreichen Kaufmanns Eaton R. Partridge und dessen Frau Susan Crook. Er studierte an der Harvard University und erhielt 1841 seinen Bachelor of Arts sowie 1843 seinen Bachelor of Laws. 1847 heiratete er Mary Baltzell, mit der er vor ihrem Tod 1854 zwei Töchter hatte. Das Paar lebte in Partridges Geburtsstadt Baltimore, wo er einigen Erfolg als Anwalt hatte.
Partridge stieg 1856 in die Politik ein und wurde in das Abgeordnetenhaus von Maryland gewählt, dessen Rechtskomitee er vorstand. Zwei Jahre später wurde er Secretary of State des Bundesstaates. Partridge war ursprünglich ein Whig, später gehörte er der Republikanischen Partei an. Zu Beginn des Sezessionskrieges trat er als Unionist hervor. Er unterstützte die Entscheidung des Gouverneurs Thomas Holliday Hicks, sich nicht den Konföderierten anzuschließen und Teil der USA zu bleiben.
1862 begann seine diplomatische Laufbahn in Honduras, wo er ein halbes Jahr lang als Minister Resident diente, worauf er 1863 zum Minister Resident in El Salvador ernannt wurde. Er kehrte aus gesundheitlichen Gründen 1866 in die Vereinigten Staaten zurück und nahm erst drei Jahre später den Posten des Minister Residents in Venezuela ein. Er verließ diesen Posten bereits 1870, als eine seiner Töchter verstorben war. Daraufhin wirkte er 1871 bis 1877 als Envoy Extraordinary and Minister Plenipotentiary in Brasilien. Die folgenden vier Jahre verbrachte er in Europa an der Seite seiner anderen Töchter, die schwer erkrankt war und 1881 verstarb. Sein letzter Posten war 1882 in Peru, das zu der Zeit in den Salpeterkrieg mit Bolivien und Chile verwickelt war. Entgegen der Anweisungen seiner Regierung in Washington, D.C. unterstützte Partridge die peruanische Regierung bei ihren Verhandlungen mit europäischen Mächten, weshalb er ein Jahr später wieder abberufen wurde.
Nachdem er seine Handlungen vor dem Außenministerium und einem Kongressausschuss verantwortet hatte, reiste Partridge nach Europa und siedelte sich in Alicante an, einer Stadt im Südosten Spaniens. Er beging dort am 24. Februar 1884 Selbstmord.